# Корпус міської лікарні (Чернігів)
Корпус міської лікарні — пам'ятка архітектури місцевого значення у Чернігові . Наразі у будівлі розміщується стаціонарний корпус міської лікарні № 1.

## Історія
Рішенням виконкому Чернігівської обласної ради народних депутатів від 12.02.1985 № 75 надано статус «пам'ятника архітектури місцевого значення» з охоронним № 19-Чг. Будівля має власну «територію пам'ятника» та розташована у «комплексній охоронній зоні» (яка також включає інший пам'ятник Будинок міри та ваги та ще три будівлі), згідно з правилами забудови та використання території. На будівлі встановлено інформаційну дошку.

## Опис
Чернігівська міська лікарня була відкрита у 1785 році як лікарня наказу громадського піклування.
У ХІХ столітті було збудовано 2-поверхову будівлю з фронтоном для богоугодного закладу. Будівля розташована у глибині двору. Наразі кам'яний, 3-поверховий будинок на цоколі, прямокутний у плані, фасад завершується трикутним фронтоном. Є бічні флігелі, перпендикулярні до торців будівлі. Фасад спрямований на південний схід, до входу ведуть сходи.
До складу сучасного комплексу міської лікарні входять будівлі, збудовані в стилі класицизму на початку ХІХ століття за проєктом архітектора Антона Карташевського, за планом міста Чернігова 1803 року. Комплекс будівель призначався для богоугодних закладів. Складався з 10 одно-двоповерхових будівель, з них збереглося лише 5. У 1938—1939 роки на північ від головного будинку були зведені два 2-поверхові корпуси за проєктом архітектора В. М. Дюміна. 
У період Другої світової війни комплекс постраждав. У повоєнні роки головна будівля була відновлена з надбудовою 3-го поверху.